# Винеторі (Молдова)
Винеторі (рум. Vînători) — село у Ніспоренському районі Молдови. Утворює окрему комуну.

## Населення
За даними перепису населення 2004 року у селі проживали 1127 осіб.
Національний склад населення села:
| Національність   | Кількість осіб | Відсоток   |
| ---------------- | -------------- | ---------- |
| молдавани румуни | 1111 6         | 98,6% 0,5% |
| росіяни          | 7              | 0,6%       |
| українці         | 3              | 0,3%       |
| Всього           | 1127           | 100%       |